# Хачатрян Роберт Грачикович
Роберт Грачикович Хачатрян (8 червня 1921, місто Тифліс, тепер Тбілісі, Грузія — ?) — вірменський радянський діяч, секретар ЦК КП Вірменії, міністр культури Вірменської РСР. Депутат Верховної ради Вірменської РСР. Кандидат історичних наук (1964), доктор історичних наук.

## Життєпис
До 1941 року навчався на історичному факультеті Азербайджанського державного університету в Баку.
З липня 1941 по листопад 1945 року — в Червоній армії, учасник німецько-радянської війни. Служив командиром взводу 636-го зенітного артилерійського полку 70-ї окремої зенітної артилерійської бригади протиповітряної оборони (ППО).
Член ВКП(б) з 1945 року.
У 1946 році закінчив історичний факультет Азербайджанського державного університету.
У 1947—1957 роках — викладач Єреванського державного університету.
Одночасно з 1947 року працював в апараті ЦК КП(б) Вірменії.
У 1954—1962 роках — завідувач відділу науки, культури та навчальних закладів ЦК КП Вірменії.
У січні 1963 — 1964 роках — завідувач ідеологічного відділу Бюро ЦК КП Вірменії з керівництва промисловістю та будівництвом — 1-й заступник завідувача ідеологічного відділу ЦК КП Вірменії.
6 березня 1964 — 5 березня 1966 роках — міністр культури Вірменської РСР.
5 березня 1966 — 14 листопада 1973 року — секретар ЦК КП Вірменії з питань ідеології.
З 1974 року — на науковій роботі.

## Звання
- старший лейтенант
- капітан

## Нагороди
- два ордени Трудового Червоного Прапора
- орден «Знак Пошани»
- орден «Кирил і Мефодій» I ст. (Болгарія)
- медаль «За оборону Кавказу» (8.11.1944)
- медаль «За перемогу над Німеччиною у Великій Вітчизняній війні 1941—1945 рр.» (1945)
- медалі